# Altocumulus
Un altocumulus o altocúmulo es una nube de clase caracterizada por masas globulares o arrollamientos en capas o parches, los elementos individuales son más largos y oscuros que los cirrocumulus y más pequeños que los stratocumulus. 

## Apariencia
Son nubes de media altitud, de alrededor de 2 a 6 km, que pertenece a la categoría física estratocumuliforme caracterizada en estratos, capas, o parches con masas en ondas, formas acigarradas o arrolladas, de color blancas a grisáceas. 
Estos, se diferencian de los Cirrocúmulos, pues los Altocúmulos generan sombra, pueden preceder o anticipar precipitaciones, aparentan estar a menor altitud y tienes “trozos” o “pedazos” más grandes.
| Cirrocúmulo | Altocúmulo |
| ----------- | ---------- |
|             |            |

## Formación
Los Altocúmulos se forman cuando una masa de aire cálido y húmedo es obligado a ascender (comúnmente por frentes) y en su ascenso se encuentra con capas de aire frías y secas (Provenientes de frentes fríos) que enfrían la masa y la obligan a condensarse en alturas medias antes de que pueda llegar a grandes altitudes. La característica apariencia de los Altocúmulos es porque la masa de aire condensada es inestable.
La ascendencia es provocada; o por  frentes fríos, por el calentamiento de la superficie por el sol, o por orografía (si es por calentamiento o orografía, no se relacionan con  frentes, ósea, con precipitaciones).
Se pueden formar cerca de Altostratos y formar grupos con ellos porque su proceso de creación es similar.

#### ¿Porque se relacionan con precipitaciones?
Se relacionan con precipitaciones porque los elementos y eventos que permitieron su formación normalmente pertenecen a frentes fríos, los cuales pueden condensar nubes que tienen precipitaciones y que podrían estar acompañando al frente en su avance junto a los Altocúmulos.
Sin embargo, no todos los tipos de Altocúmulos se relacionan con precipitaciones, siempre que aparezcan aislados es porque pueden haberse formado en mejores condiciones y no relacionarse con  frentes.

## Tipos y sus variantes

### Altocumulus stratiformis
Se forman cuando el aire que asciende es lo suficientemente húmedo y el lugar donde se condensa tiene vientos lo suficientemente rápidos. Es el tipo más común y puede predecir precipitaciones.

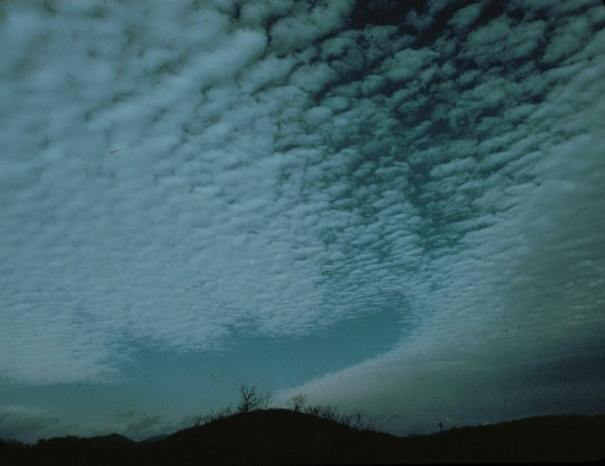

### Altocumulus lenticularis
Se forman cuando aire húmedo asciende, pero en este caso es obligado a ascender por orografía (montañas), que se termina condensando en un lado de la montaña, sin embargo cuando baja el aire por el otro lado de la montaña, el movimiento lo calienta y evapora, formando vapor de agua.
Las nubes crecen conforme más aire húmedo vaya siguiendo este proceso y atribuyan a la condensación.
Generan ligeras lloviznas, sin embargo no tienen que ver con frentes o precipitaciones.

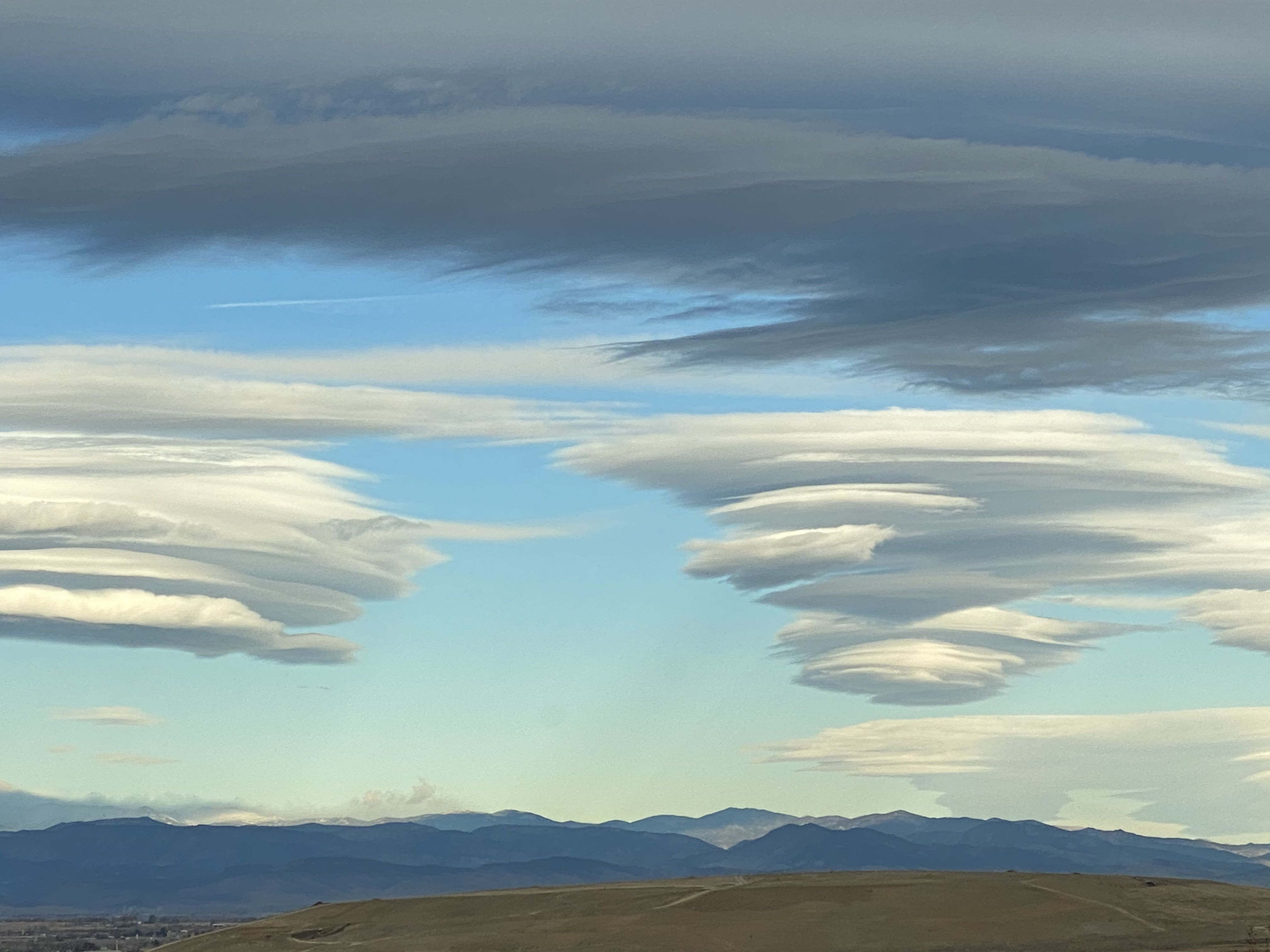

### Altocumulus castellanus
Se forman mediante el proceso anteriormente mencionado durante  frentes fríos.
Si se relacionan con precipitaciones y también son otro tipo común de estas nubes.

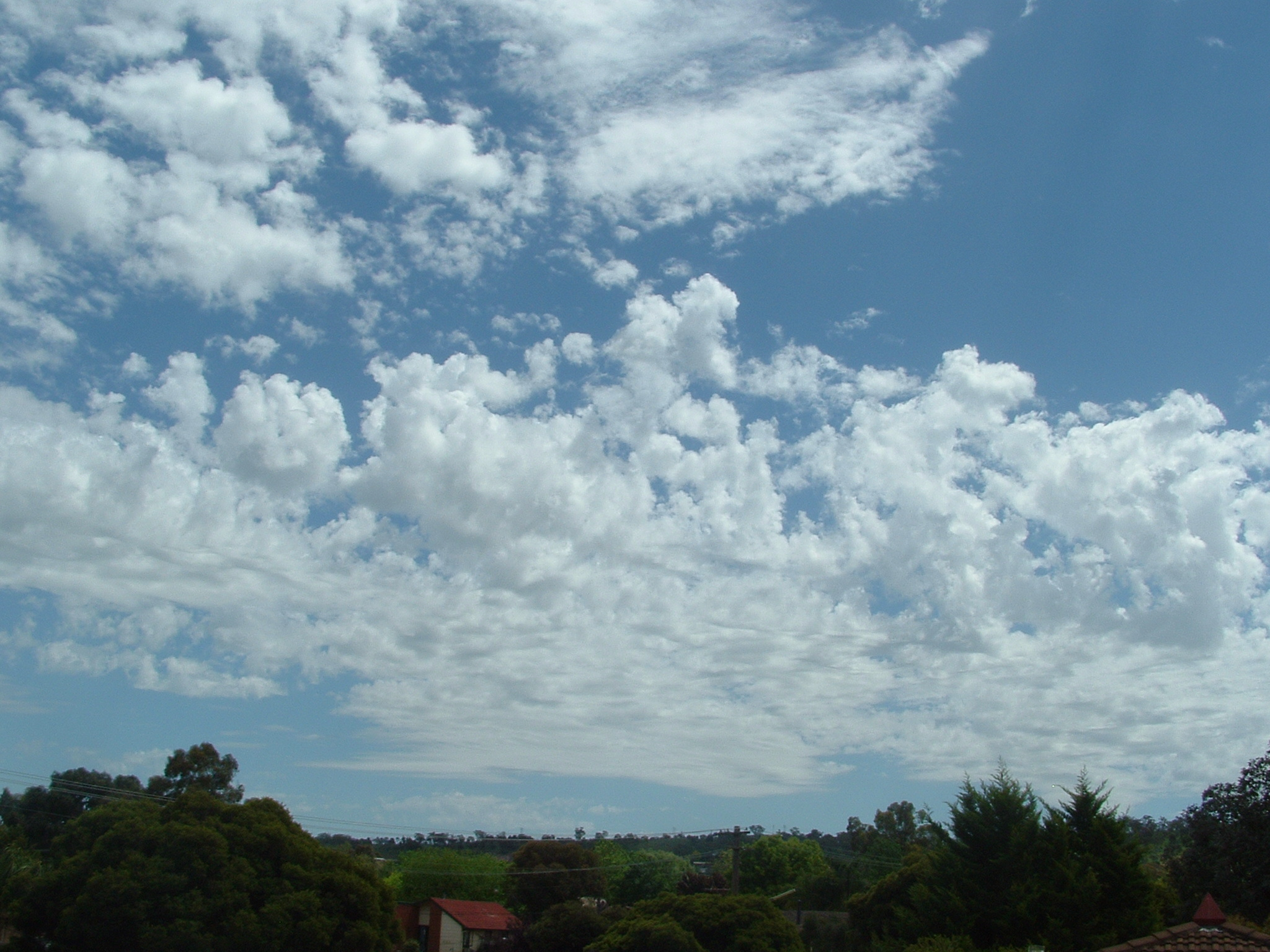

### Altocumulus floccus
Se forman cuando el área en el que se condensan es altamente inestable, probablemente más que en la formación de otros Altocúmulos.
También se pueden formar a partir de transformaciones de otras nubes.
Suelen anunciar precipitaciones y también son comunes.

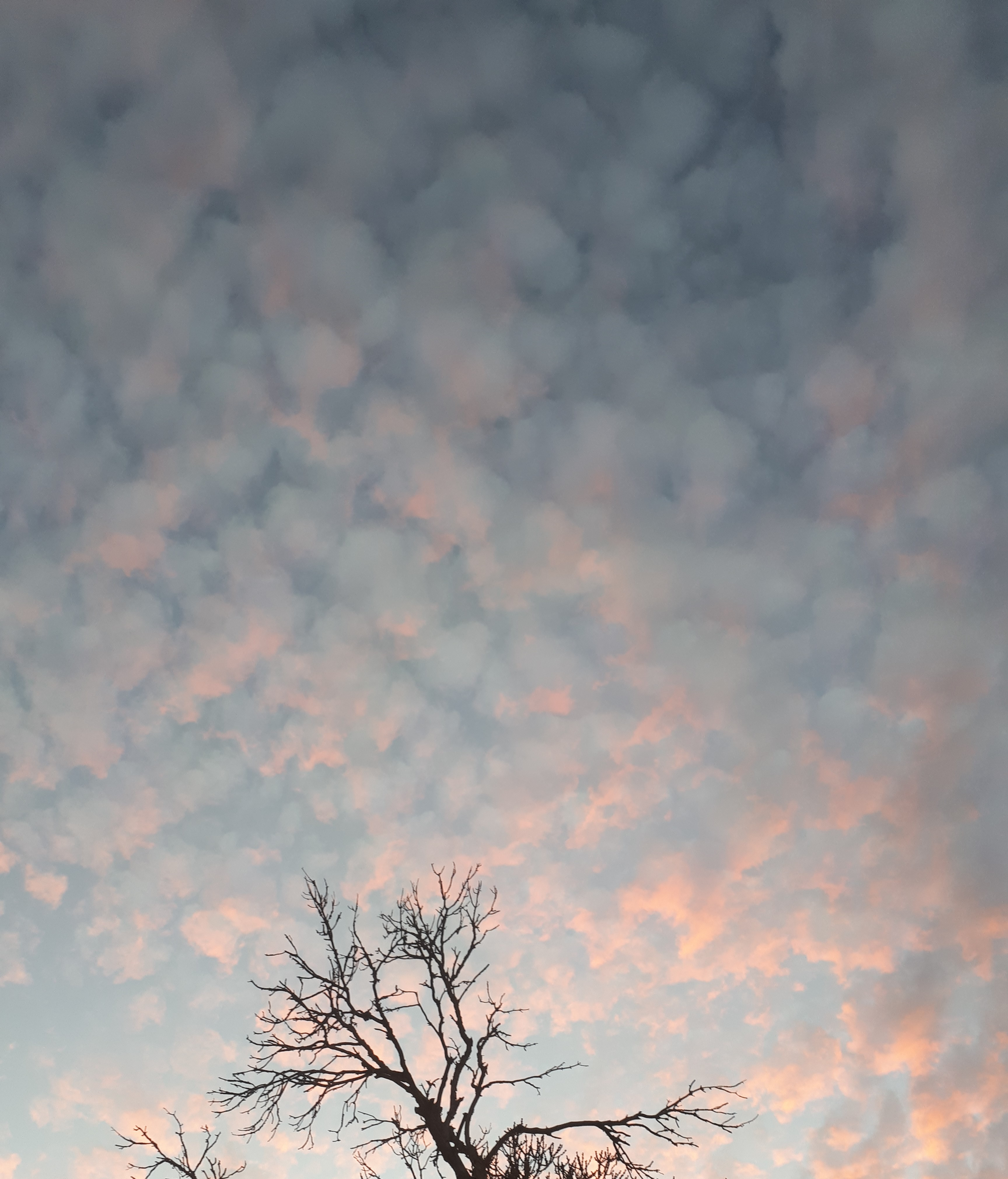

### Variantes

#### VarianteRadiatus
Esta variante provoca que el Altocúmulo se vea como largas bandas de nubes.
Se forman porque el área en el que se condensan tiene vientos lo suficientemente fuertes como para generar esa apariencia.
Los tipos que pueden tener esta variante son:
- Altocumulus Stratiformis

- Altocumulus Castellanus

#### VariantePerlucidus
Es la variante más característica de estas nubes.
Aparenta diversos espacios entre diversos “trozos”.
Se forma cuando pequeños espacios en los Altocúmulos se secan y evaporan, dando esa apariencia.
El tipo que puede tener esta variante es:
- Altocumulus Stratiformis

#### VarianteDuplicatus
Es poco común, sin embargo aparenta diversas capas apiladas una por una.
Se forma cuando la condensación del  Altocúmulo  es en forma de capas, y estas se van apilando conforme se condensa más.
Los tipos que pueden tener esta variante son:
- Altocumulus Stratiformis .

- Altocumulus Lenticularis .

#### VarianteUndulatus
Tienen la apariencia de líneas onduladas formadas por pequeños “trozos”, las líneas aparentan estar un poco separadas entre sí.
Su formación es porque el área en el que se condensa tiene vientos un poco fuertes, pero no tan fuertes como la variante  Radiatus .
Los tipos que pueden tener esta variante son:
- Altocumulus Stratiformis

- Altocumulus Lenticularis

#### VarianteTranslucidus
Se llaman así porque permiten la luz pasar a través de ellas.
Se forman cuando el contenido condensado de los  Altocúmulos se formó lo suficientemente delgado como para que se vea la luz a través de ellos.
El tipo que puede tener esta variante es:
- Altocúmulus Stratiformis .

#### VarianteLacunosus
Se ven como “trozos” irregulares (más que en la variante Perlucidus), algunos más gruesos que otros.
Se forman cuando hay mucha inestabilidad en la atmósfera.
Los tipos que pueden tener esta variante son:
- Altocúmulus Stratiformis

- Altocúmulus Castellanus

- Altocúmulus Floccus

#### VarianteOpacus
Se llaman así porque no dejan pasar la luz a través de ellos.
Se forman cuando el material condensado es lo suficientemente opaco como para que no pase la luz a través de ellos.
Tipo que puede tener esta variante:
- Altocúmulus Stratiformis

Información de:
Altocumulus. Por ScienceStruck

## Galería

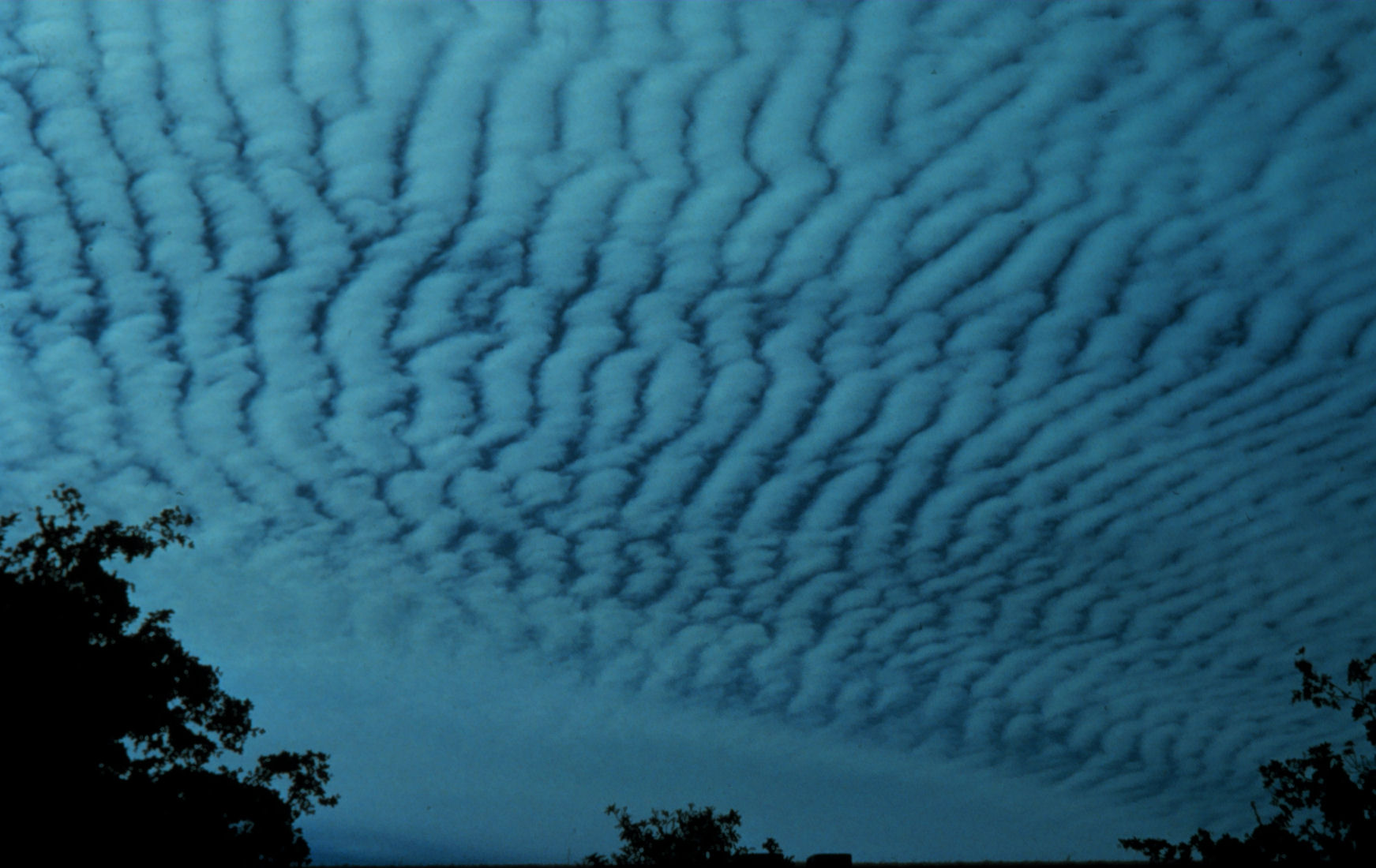
Altocúmulos en claro patrón rizado
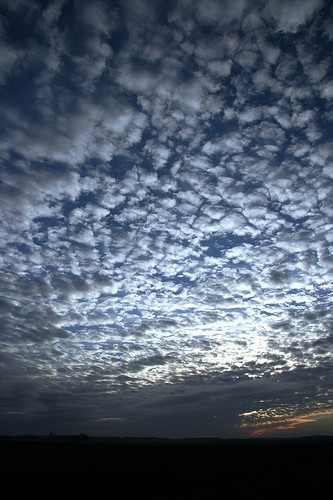
Cielo en rizos, Lincolnshire, UK
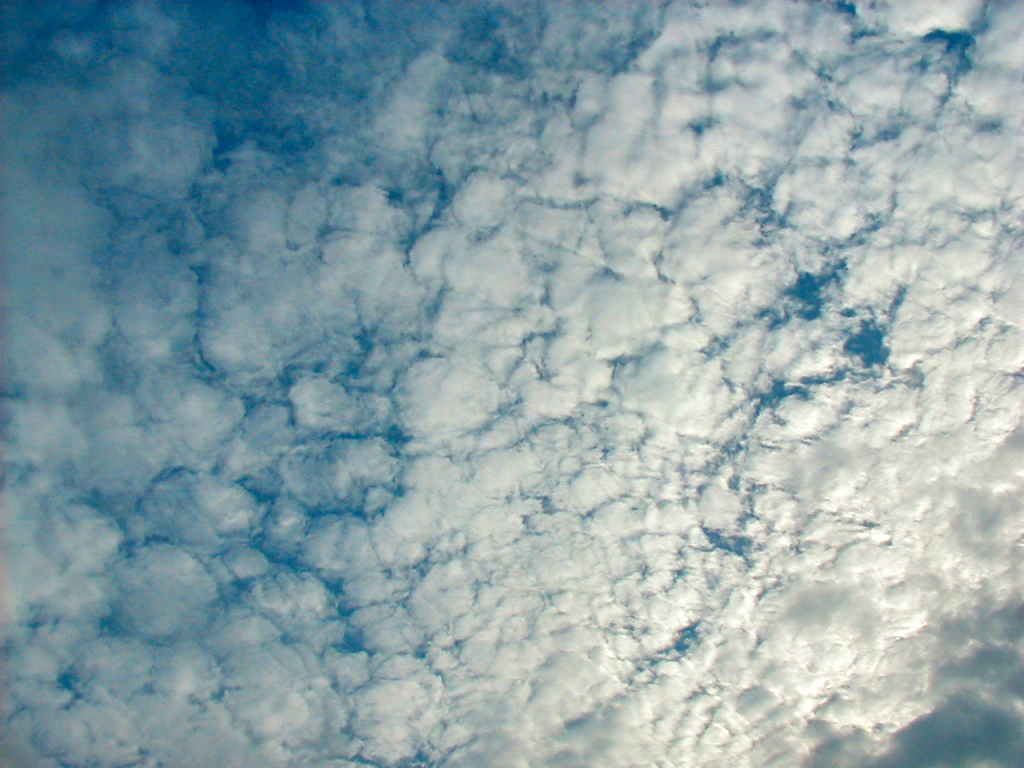
Cielo rizado
Altocumulus lenticularis
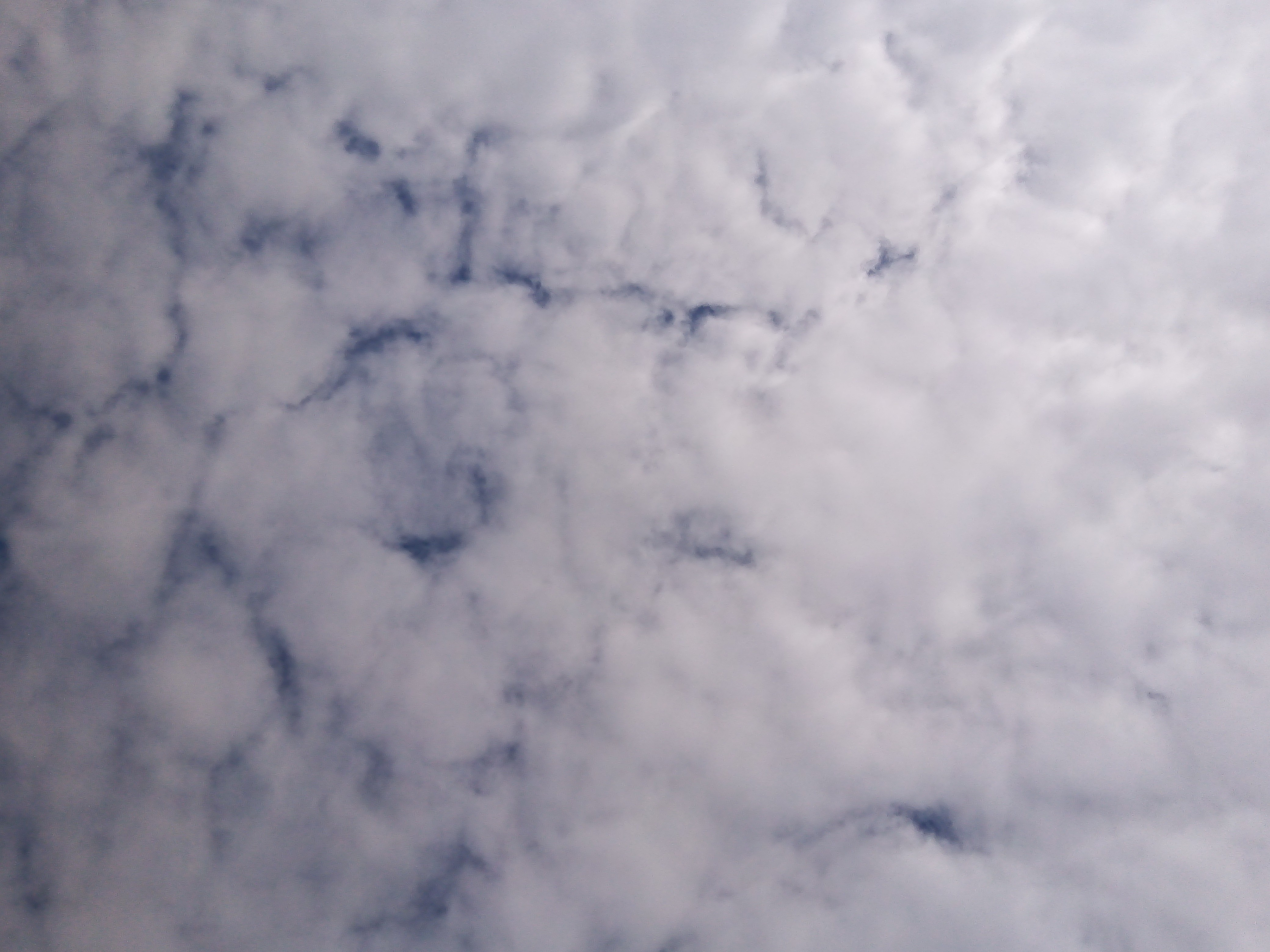
Cielo rizado en Monterrey, Mexico
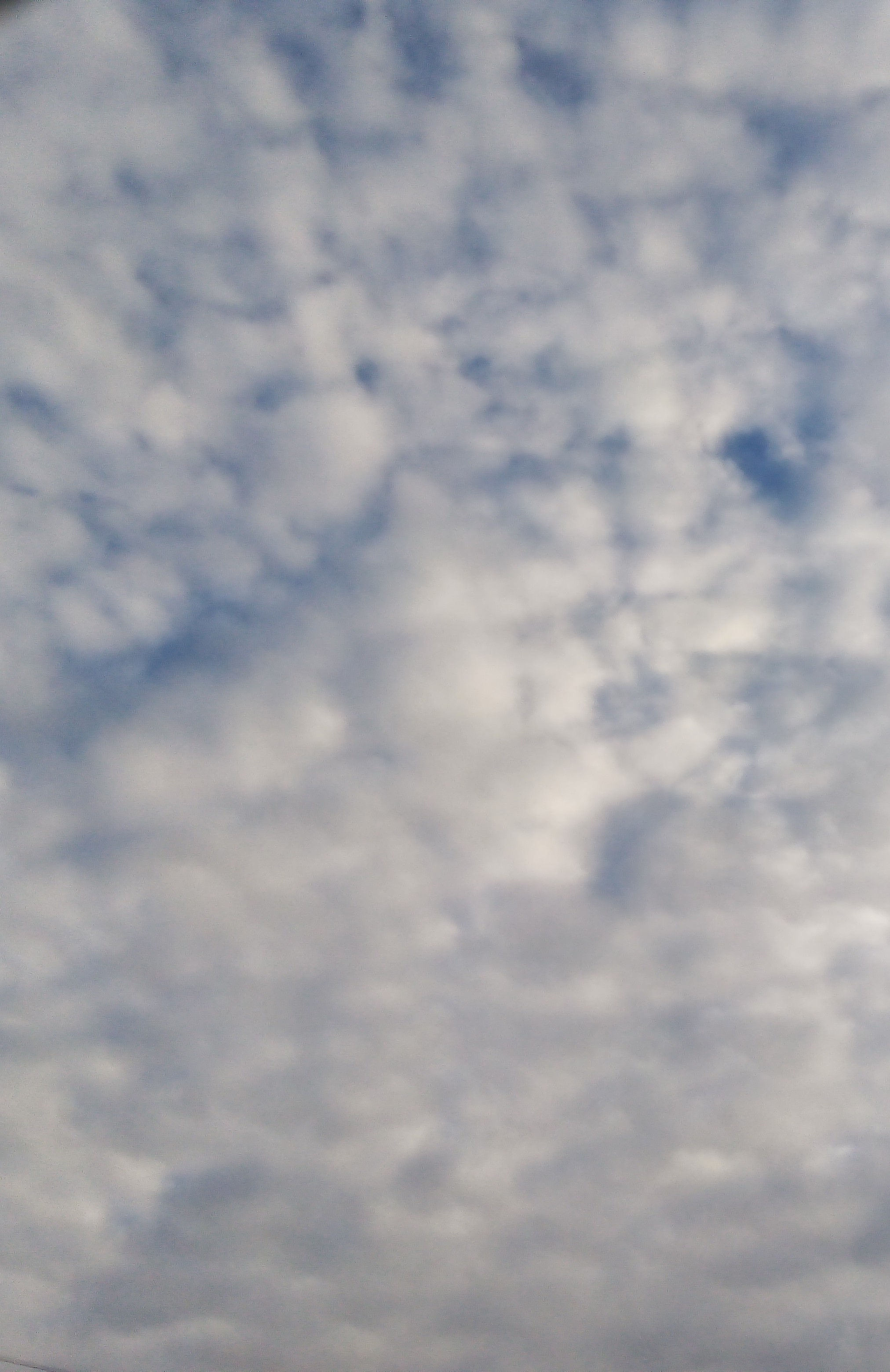
Altocumulus stratiformis
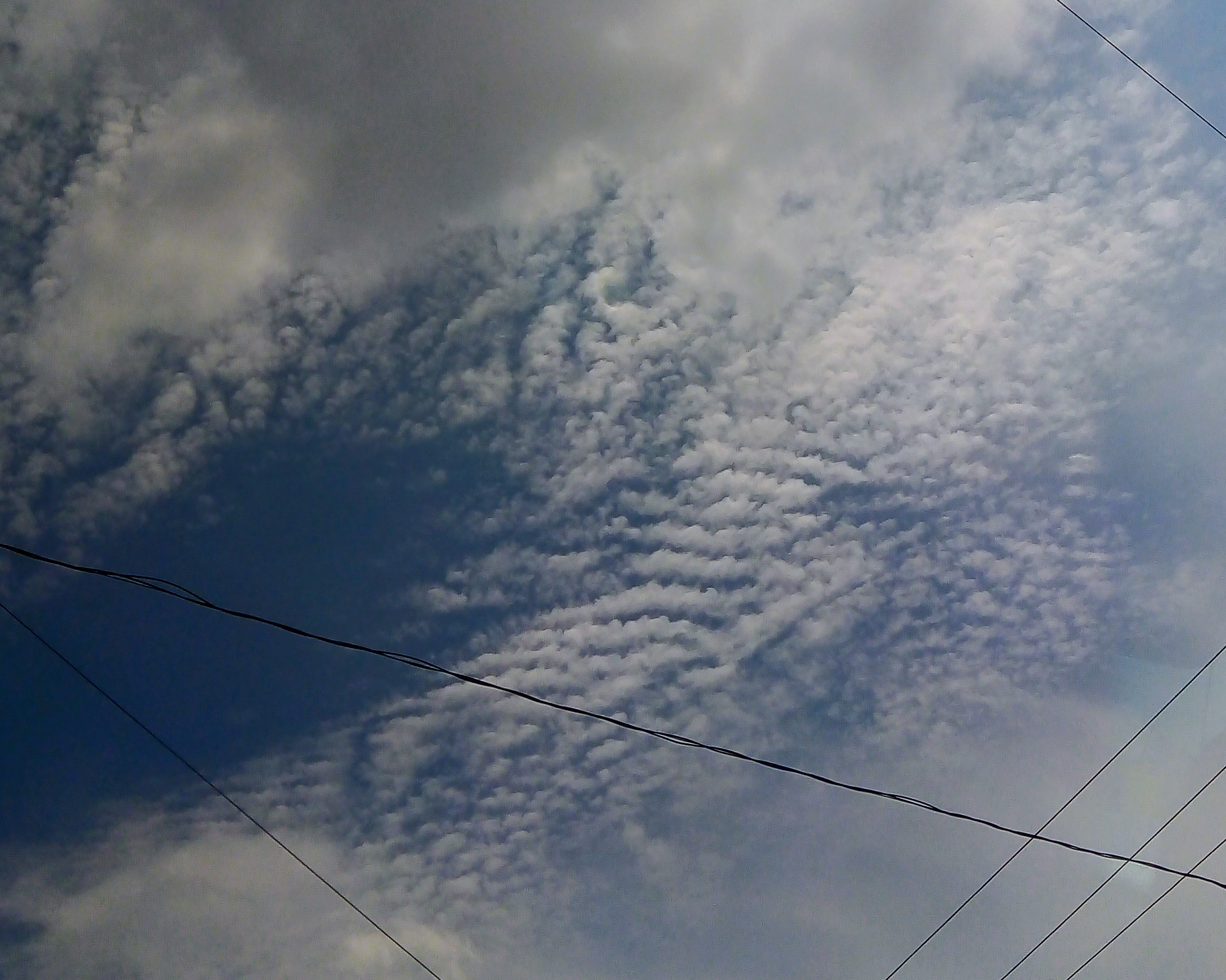
Nubes altocumulos, con una pequeña perturbacion ondulatoria en medio
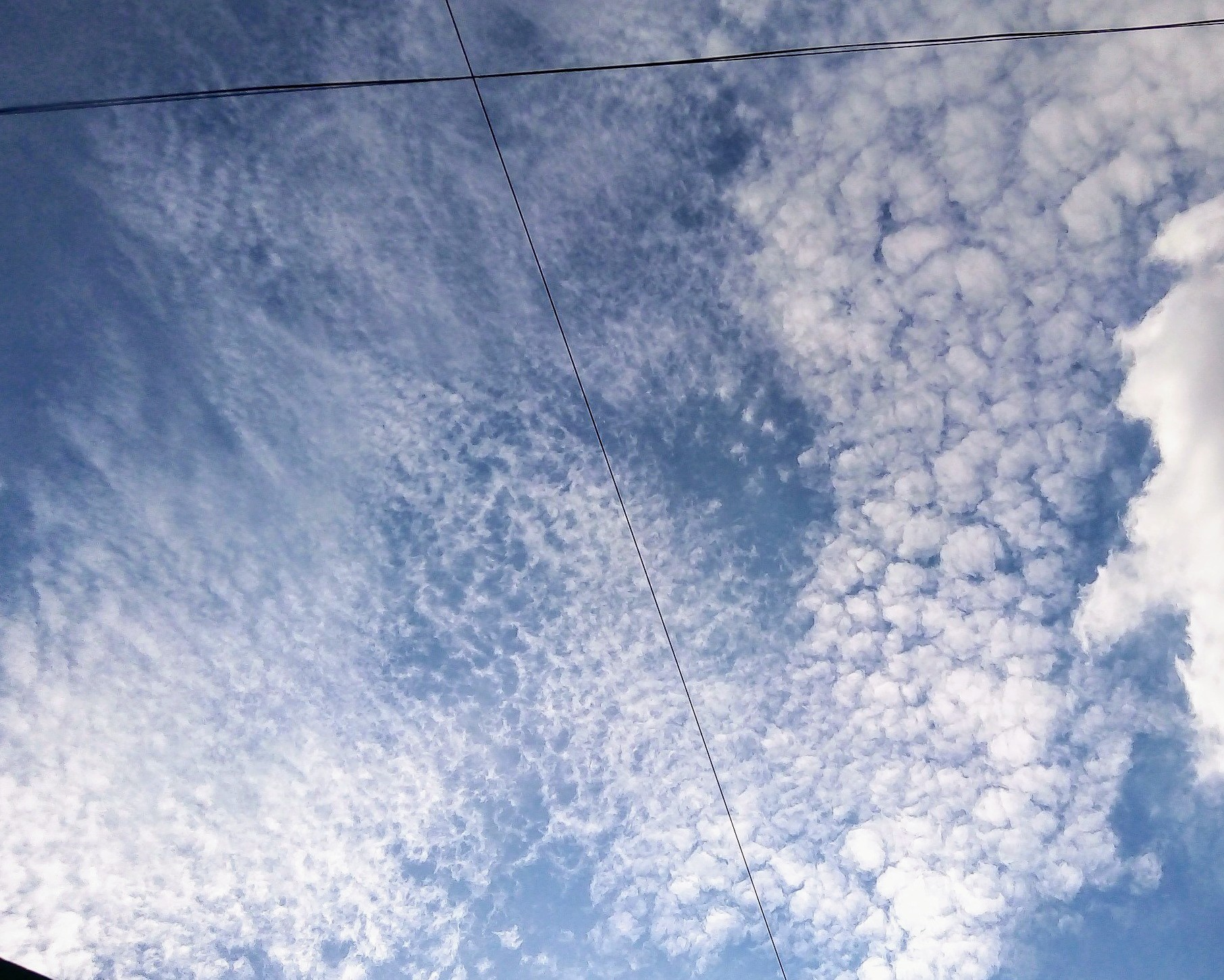
Altocumulus lacunosus

## Especies de altocúmulos
- Altocumulus caballa
- Altocumulus floccus
- Altocumulus stratiformis
- Altocumulus castellanus
- Altocumulus undulatus